# Nerkin Bazmaberd
Nerqin Bazmaberd là một đô thị thuộc tỉnh Aragatsotn, Armenia. Dân số ước tính năm 2011 là 1623 người.